# Carlo Westphal
Carlo Westphal (født 25. november 1985) er en tysk tidligere professionel cykelrytter.